# Garavogue
Il Garavogue (in passato River Sligo) è un brevissimo fiume irlandese emissario del Lough Gill, nella contea di Sligo, che attraversa la città di Sligo e si getta immediatamente nell'oceano, più precisamente nella Baia di Sligo.
Il Garavogue dà il nome alla città che attraversa e alla contea di cui fa parte: in passato infatti si chiamava in gaelico irlandese Sligeach, che significa "posto ricco di conchiglie", dalla grande quantità di conchiglie che la marea oceanica portava sulle sponde e nel letto del fiume.